# Batalha de Tessalônica (1040)
A Batalha de Tessalônica (português brasileiro) ou Batalha de Salonica (português europeu) (em búlgaro:  Битка при Солун) foi travada em 1040 perto da cidade de Tessalônica, na moderna Grécia, entre as forças rebeldes búlgaras e o exército bizantino, terminando com a vitória dos primeiros.

## Origem do conflito
Em 1018, os bizantinos conquistaram a Bulgária depois de mais de meio século de disputas. Em 1040, Pedro Deliano alegou ser um descendente do imperador Samuel e liderou uma revolta contra a ocupação bizantina, iniciando em Belgrado, onde foi proclamado imperador com o nome de "Pedro II", seguindo o canonizado Pedro I (r. 927–969). Na mesma época, os búlgaros do Tema de Dirráquio, no território onde hoje está a Albânia, também se revoltaram sob a liderança do oficial bizantino e desertor Ticomiro. Os dois líderes se encontraram e, para evitar uma divisão das forças rebeldes, Pedro foi escolhido como o único comandante e Ticomiro foi morto.

## A batalha
Depois que os dois exércitos se reuniram, Pedro II marchou para leste em direção a Tessalônica, onde estava, na ocasião, o imperador bizantino Miguel IV, o Paflagônio. Os bizantinos foram derrotados e Miguel teve que fugir apressadamente deixando para trás sua tenda pessoal e seu tesouro.

## Consequências
Os búlgaros continuaram em vantagem e tomaram o importante porto de Dirráquio, no Adriático. Outro exército invadiu a Tessália e tomou sua porção norte, o que provocou sérios problemas para o governo na capital bizantina, Constantinopla, que teve que agir rapidamente para impedir que o Império Búlgaro fosse restaurado.